# Scelolyperus
Scelolyperus is een geslacht van kevers uit de familie bladkevers (Chrysomelidae).
De wetenschappelijke naam van het geslacht werd in 1874 gepubliceerd door George Robert Crotch.

## Soorten
- Scelolyperus altaicus (Mannerheim, 1825)
- Scelolyperus bimarginatus (Blake, 1928)
- Scelolyperus caelesticus Beenen & Bezdek, 2007
- Scelolyperus carinatus (Wilcox, 1965)
- Scelolyperus clarki Gilbert & Andrews, 1999
- Scelolyperus curvipes (Wilcox, 1965)
- Scelolyperus cyanellus (LeConte, 1865)
- Scelolyperus flavicollis (Leconte, 1859)
- Scelolyperus graptoderoides (Crotch, 1874)
- Scelolyperus hatchi (Wilcox, 1965)
- Scelolyperus kroliki Borowiec, 2005
- Scelolyperus laticeps (Horn, 1893)
- Scelolyperus liriophilus (Wilcox, 1965)
- Scelolyperus loripes (Horn, 1893)
- Scelolyperus megalurus (Wilcox, 1965)
- Scelolyperus meracus (Say, 1826)
- Scelolyperus morrisoni (Jacoby, 1888)
- Scelolyperus nigrocyaneus (Leconte, 1879)
- Scelolyperus nigrovirescens (Fall, 1910)
- Scelolyperus pasadenae Clark, 1996
- Scelolyperus phenacus (Wilcox, 1965)
- Scelolyperus phoxus (Wilcox, 1965)
- Scelolyperus ratulus (Wilcox, 1965)
- Scelolyperus schwarzi (Horn, 1893)
- Scelolyperus sericeus (Jacobson, 1894)
- Scelolyperus smaragdinus (Leconte, 1859)
- Scelolyperus tejonicus (Crotch, 1874)
- Scelolyperus tetonensis Clark, 1996
- Scelolyperus tibialis (Chen & Wang in Huang, Han & Zhang, 1985)
- Scelolyperus torquatus (Leconte, 1884)
- Scelolyperus transitus (Horn, 1893)
- Scelolyperus varipes (Leconte, 1857)